# Iwankiw (Boryspil)
Iwankiw (ukrainisch Іванків; russisch Иванков Iwankow) ist ein Dorf in der ukrainischen Oblast Kiew mit etwa 3400 Einwohnern (2004).

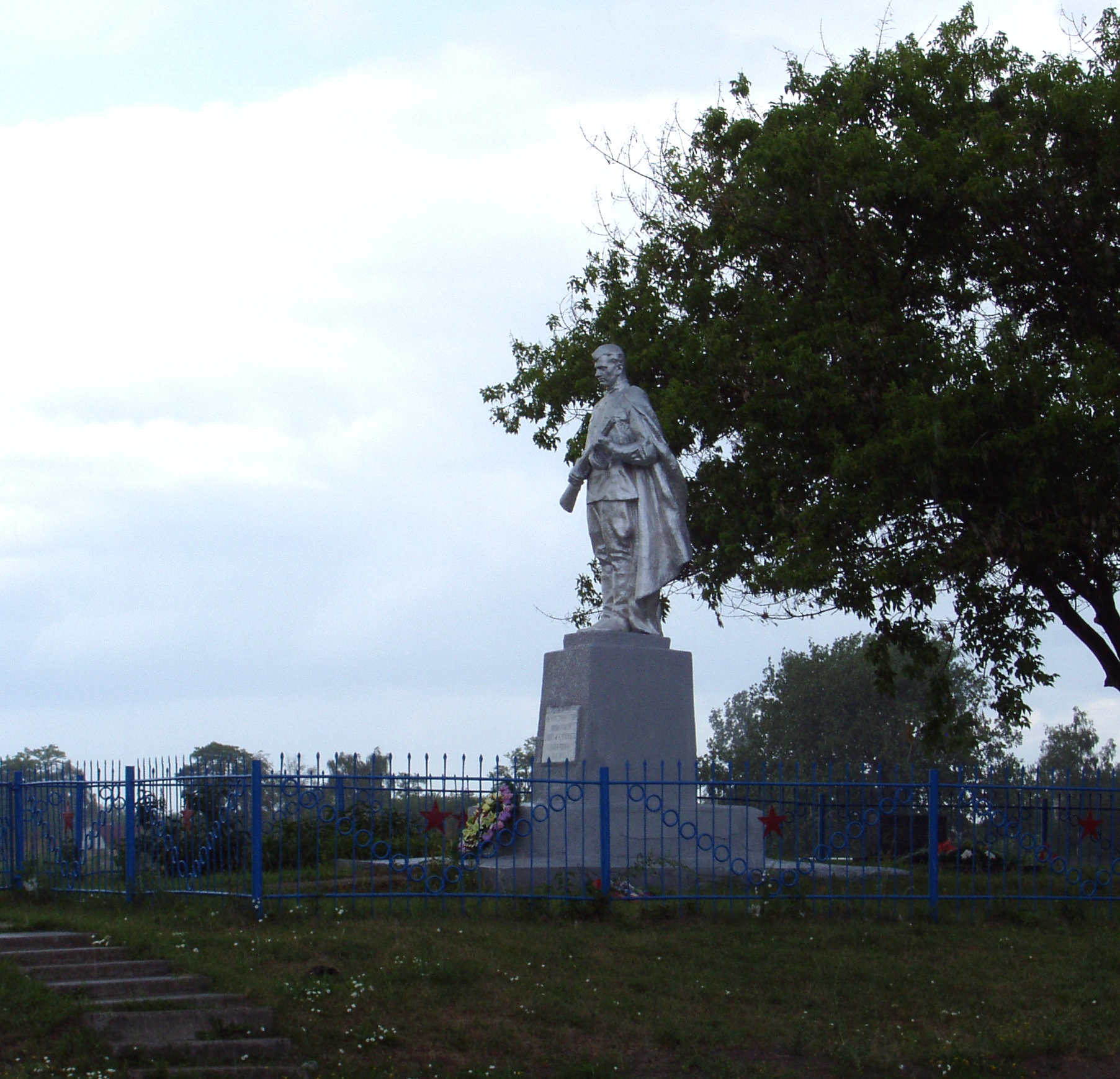
Zweiter-Weltkriegs-Denkmal in Iwankiw

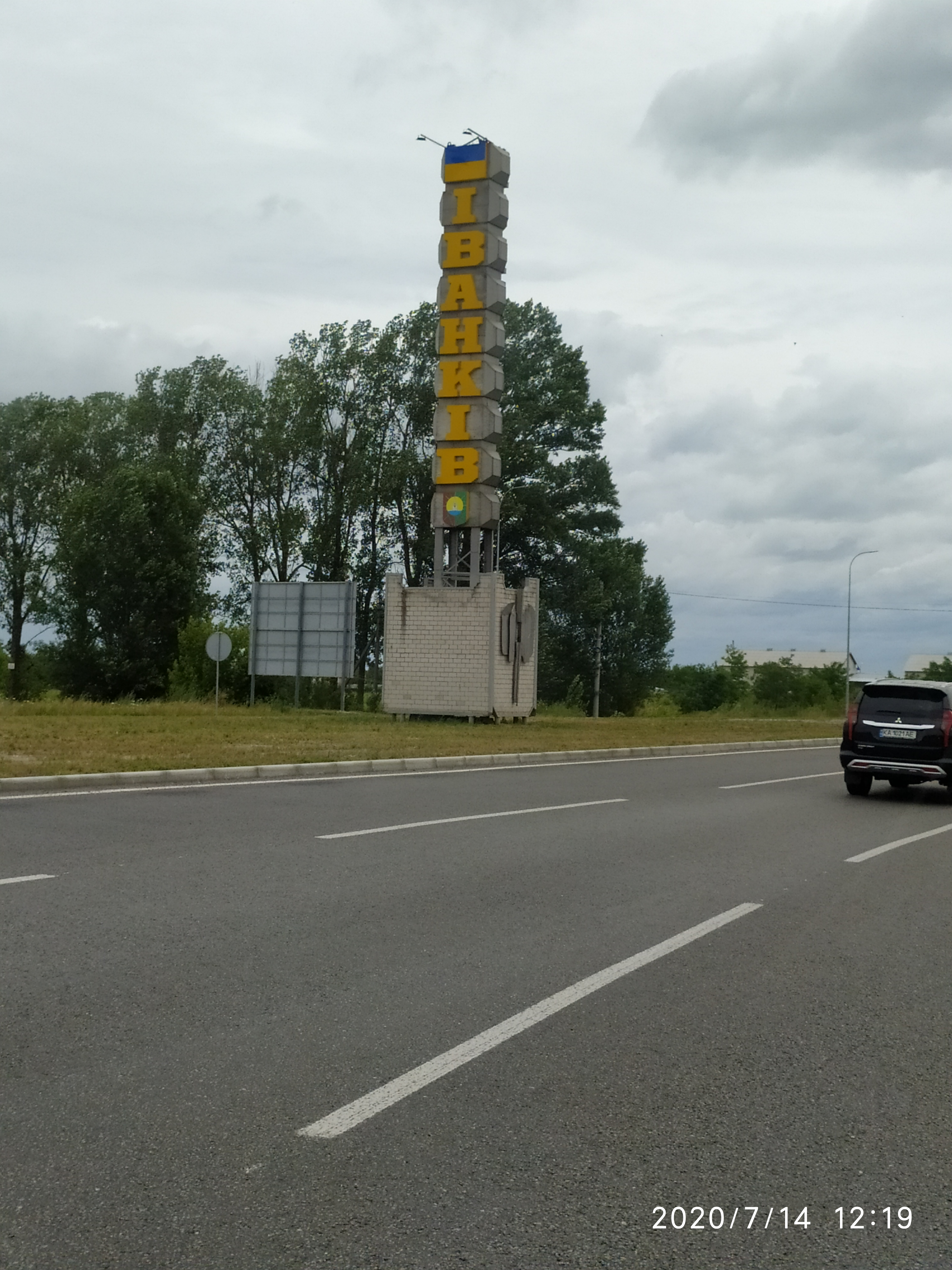
Ortseinfahrt

Das 1508 erstmals schriftlich erwähnte Dorf liegt 10 km südöstlich vom Rajonzentrum Boryspil an der Fernstraße M 03.
Am 12. Juni 2020 wurde das Dorf ein Teil der neugegründeten Stadtgemeinde Boryspil, bis dahin bildete es die gleichnamige Landratsgemeinde Iwankiw (Іванківська сільська рада/Iwankiwska silska rada) im Zentrum des Rajons Boryspil.